# Zofijówka (Stawiguda)
Zofijówka (deutsch Sophienhof) ist ein Ort in der polnischen Woiwodschaft Ermland-Masuren. Er gehört zur Gmina Stawiguda (Landgemeinde Stabigotten) im Powiat Olsztyński (Kreis Allenstein).

## Geographische Lage
Zofijówka liegt im Westen der Woiwodschaft Ermland-Masuren, acht Kilometer südwestlich der Kreisstadt Olsztyn (deutsch Allenstein).

## Geschichte
Das kleine Gut Sophienhof hieß bis zum 20. März 1849 Abbau Wölky. Bei einer Volkszählung am 3. Dezember 1961 hatte das Gut drei Wohngebäude bei 30 Einwohnern, von denen vier evangelischer und 26 römisch-katholischer Konfession waren. Im Jahre 1905 hatte Sophienhof sieben Wohnstätten und 49 Einwohner. Bis 1945 war das Gut ein Wohnplatz innerhalb der Gemeinde Nattern (polnisch Naterki) im ostpreußischen Kreis Allenstein.
In Kriegsfolge kam Sophienhof 1945 mit dem gesamten südlichen Ostpreußen zu Polen. Der Gutsort erhielt die polnische Namensform „Zofijówka“ und ist heute als „część wsi Tomaszkowo“ (= „Teil des Ortes Tomaszkowo“) in die Landgemeinde Stawiguda (Stabigotten) im Powiat Olsztyński (Kreis Allenstein) eingegliedert, bis 1998 der Woiwodschaft Olsztyn, seither der Woiwodschaft Ermland-Masuren zugehörig. Derzeit steht jedoch im Ortsgebiet kein Wohngebäude, und die Einwohnerzahl ist gleich Null.

## Kirche
Bis 1945 war Sophienhof in die evangelische Kirche Allenstein in der Kirchenprovinz Ostpreußen der Kirche der Altpreußischen Union, außerdem zur römisch-katholischen Kirche Schönbrück (polnisch Sząbruk) im damaligen Bistum Ermland.
Heute ist Zofijówka evangelischerseits weiterhin nach Olsztyn ausgerichtet, wobei das Gotteshaus jetzt die Christus-Erlöser-Kirche ist, jetzt der Diözese Masuren der Evangelisch-Augsburgischen Kirche in Polen zugeordnet. Katholischerseits gehört Zofijówka zur Pfarrei in Sząbruk, die jetzt dem Erzbistum Ermland untersteht.

## Verkehr
Zofijówka liegt westlich der neuen Straßenführung der Landesstraße 16, die zur Schnellstraße 16 ausgebaut werden soll. In den Ort führen Landwege: von Naterki (Nattern) bzw. von Tomaszkowo (Thomsdorf) aus. Naterki ist die nächste Bahnstation und liegt an der PKP-Linie 353 Posen–Toruń–Skandawa (–Tschernjachowsk), die derzeit an der polnisch-russischen Staatsgrenze endet.